# الباتروس- إل 60
الباتروس- إل 60 (بالإنجليزية: Albatros L 60)‏ هي طائرة منافع متعددة الأغراض، أحادية السطح بمقعدين. أنتجت في ألمانيا. من صناعة الباتروس للطائرات. كان أول طيران لها في 1923.